# Torre Nabàs
La Torre Nabas, anomenada també Torre de Pere Joan, Torre Navas, Torre Navàs, se situa entre camps de cultiu, prop de la Torre Bulc o Bertran, a escassos metres de la carretera a Vilafranca es troba al municipi de Benassal, a la comarca de l'Alt Maestrat. Es tracta d'un monument catalogat com a Bé d'Interès Cultural, segons consta a la Direcció General de Patrimoni Artístic de la Generalitat Valenciana, amb número d'anotació ministerial RI-51-0010793, i data d'anotació 3 de juny de 2002.

## Història
La torre, va ser construïda (possiblement el 1588, com evidencia una inscripció) per Pedro Bertrán, el qual va viure a la masia de la Rambla, a la veïna vila d'Ares a 1507. Amb posterioritat va passar de mà en mà, primer es va vendre als Fabregats de Berola, aquests al Cavaller (Mayorazgo de Miralles), i aquest la va vendre als Nabas, davant Cayetano Pitarc, notari en 1707. La família Nabas o Navàs, va ser un dels llinatges benasalenses que recull Salvador Roig en el seu diccionari genealògic de Benassal. Diversos dels seus membres van ser familiars del Sant Ofici. De fet, a la Torre va néixer el 1794 Mossèn Salvador Roig Moliner, erudit i Antonio Roig cèlebre alcalde dels anys 1833 i següents.

## Descripció
La torre és de planta quadrada i està construïda amb carreus en els cantons i fàbrica de carreuó. La seva coberta és plana i presenta merlets, amb una petita finestra d'arc de llinda en la seva façana lateral. La torre té adossada una gran masia de façana principal construïda en carreus, destacant l'arc adovellat de la seva porta d'accés. Sobre la porta hi ha la finestra principal amb arc i lleixa motllurada. Al costat de la porta principal hi ha una altra porta de similar grandària amb arc rebaixat, a més en aquesta façana s'obren tres petites finestres i dos petits buits pertanyents a la cambra.
Per la seva banda, la masia té una coberta a dues aigües de teula àrab, que a més, a la part posterior es perllonga sobre el cos adossat a la part posterior, d'inferior alçada, conformant un poderós faldó.